# Marcel Courmes
Pour les articles homonymes, voir Courmes (homonymie).
Marcel Courmes, né le 13 juin 1885 à Marseille et mort le 5 mai 1950 à Neuilly-sur-Seine, est un officier et aviateur français durant la Première Guerre mondiale. Il est par la suite l'un des premiers chef-opérateur du son français.

## Biographie

### Origines
Marcel Louis Henry Joseph Léon Courmes est issu d'une famille de la bourgeoisie d’Ancien Régime du Pays Grasse,, il est le fils du capitaine Arthur Louis Courmes (1849-1921) et de Euphémie Segond. Il est l'arrière-petit-neveu de Claude-Marie Courmes.
Il épouse le 21 mars 1910 à Grez-sur-Loing Louise Chadwick, fille du peintre américain Francis Brooks Chadwick (en) et de la peintre suédoise Emma Löwstädt-Chadwick.
Ils ont deux enfants : le lieutenant Christian Courmes (1913-1987), prisonnier en 1942 à la forteresse de Colditz, et Gilberte Courmes, épouse du Compagnon Maurice Delage.

### Officier et aviateur
Élève à l'École spéciale militaire de Saint-Cyr (1905-1907), 90e promotion La dernière du vieux Bahut, il en sort 6e sur 277. Élève à l'École de cavalerie de Saumur (1907-1909), il en sort Major sur 60.
Il est le camarade de promotion du colonel de La Rocque et lui témoigne de sa fidélité militaire en renouvelant à la barre de son procès toute l'estime de ses camarades de Saint-Cyr. Il est également un proche du premier Saint-Cyrien chinois, le prince Pao-Tchao Dan (1884-1958).
Sous-lieutenant aux 5e régiment de chasseurs d'Afrique (1907), puis Lieutenant au 2e régiment de chasseurs d'Afrique (1907-1908) il sert durant la Campagne du Maroc  au 28e régiment de dragons (1910-1911) puis au 7e régiment de dragons (1913).

« Il y est décrit comme un Brillant officier de cavalerie, mais rêveur, excessivement artiste qui a une tendance à trop de bienveillance dans son commandement ce qui peut avoir des inconvénients sérieux en temps de guerre. »

En 1914 il est officier d'état-major particulier au 4e régiment de dragons. Il rejoint l'aviation le 1er août 1915 au 2ème Groupe de bombardement puis à l'Escadrille F 63.

« Il y est décrit comme un Officier d'une éducation parfaite, d'un caractère indépendant qui a de grandes qualités de sang froid, de courage et de volonté, qui en font un excellent pilote. »

### Ingénieur du son
À partir de 1931, Courmes est l'un des premiers chef-opérateurs du son français avec Joseph de Bretagne, tous les deux participent aux films les plus célèbres des années 1930. Ils sont débutants sur le film de Jean Renoir, La Chienne, en 1931 (dont Courmes fut le directeur artistique et dans lequel il joua le rôle du colonel). Ils sont épaulés par les conseillers techniques de la Western Electric, Bell et Hotchckiss qui leur expliquent l'utilisation du matériel.
Cette formation par des experts américains est fondamentale pour la mise en œuvre du son direct en extérieur. Grâce à cette aide, la séquence finale de La Chienne en travelling-arrière avec un dialogue entre Michel Simon et Alexis Godart, capté en pleine rue, fonctionne parfaitement. Les « camions son », nécessaires pour cette séquence, ont été utilisés par les techniciens débutants, avec l’aide des experts de Western Electric.
Par la suite, Courmes continue à faire le son de films Braunberger et Richebé, comme Fantômas (avec Bell, en 1932), ou l'Agonie des aigles (1933, avec Bell). Courmes a aussi enregistré les magnifiques sons de rue de La Tête d'un homme pour Julien Duvivier (1932, production Vandal et Delac) et ceux de Hôtel du Nord pour Marcel Carné en 1938. Il a aussi refait équipe avec Bretagne pour un autre Renoir, Madame Bovary de Jean Renoir (1934), puis sur Le Voyage de M. Perrichon (1934).

## Distinctions
Marcel Courmes obtient les distinctions suivantes :
- Chevalier de la Légion d'honneur le 6 juillet 1929
- Croix de guerre 1914-1918, avec palme
- Médaille commémorative du Maroc, agrafe Maroc, Confins Algéro-marocains (en guerre)
- Citation à l'ordre de l'armée, numéro 32489 en date du 13 juillet 1916  avec la mention « Pilote audacieux et habile a exécuté 10 bombardements dont 9 de nuit, c'est particulièrement distingué en effectuant avec succès dans la nuit du 17 au 18 mai 1916 une expédition particulièrement périlleuse sur une gare importante. »

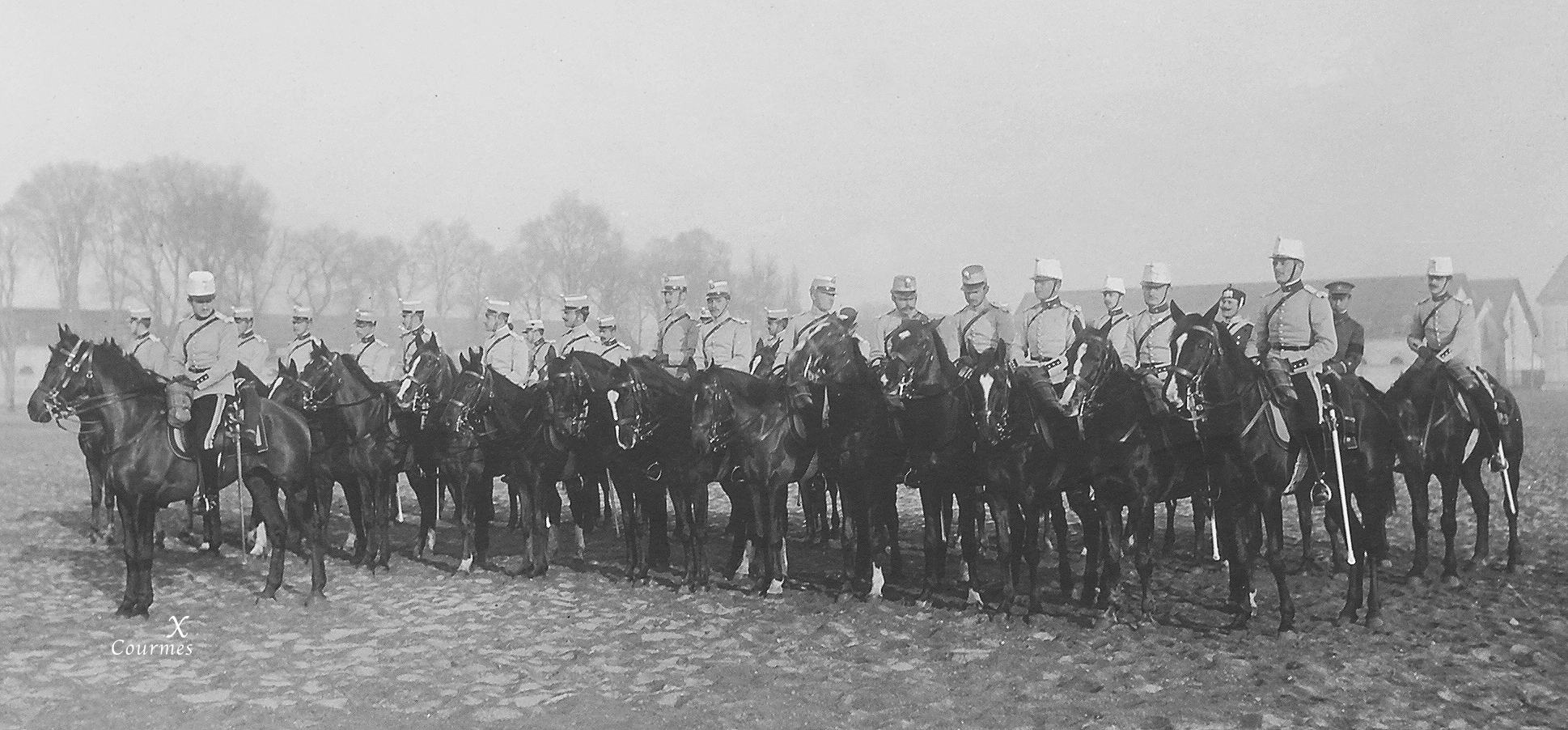
École de cavalerie de Saumur 1907-1909
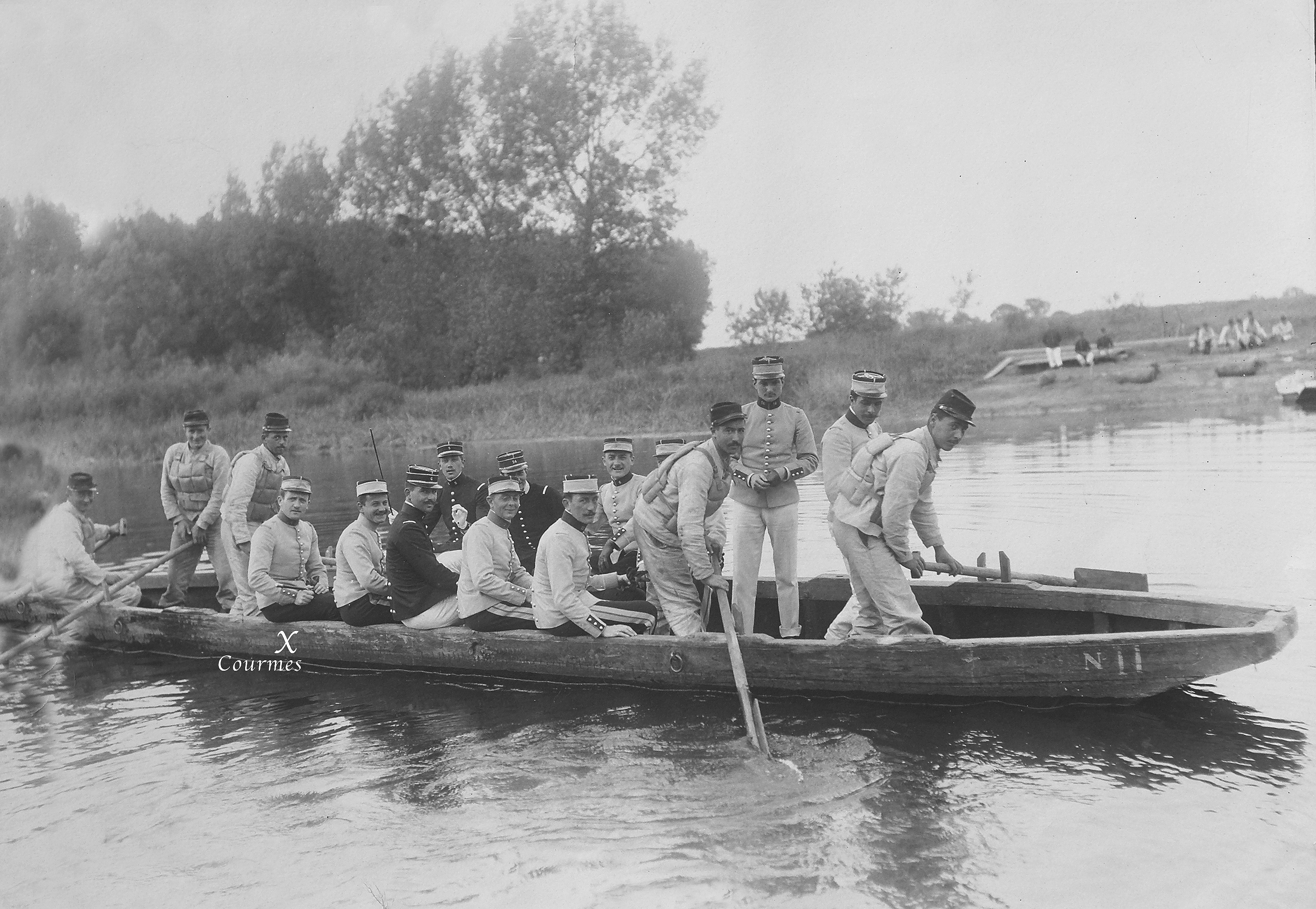
École de cavalerie de Saumur 1907-1909
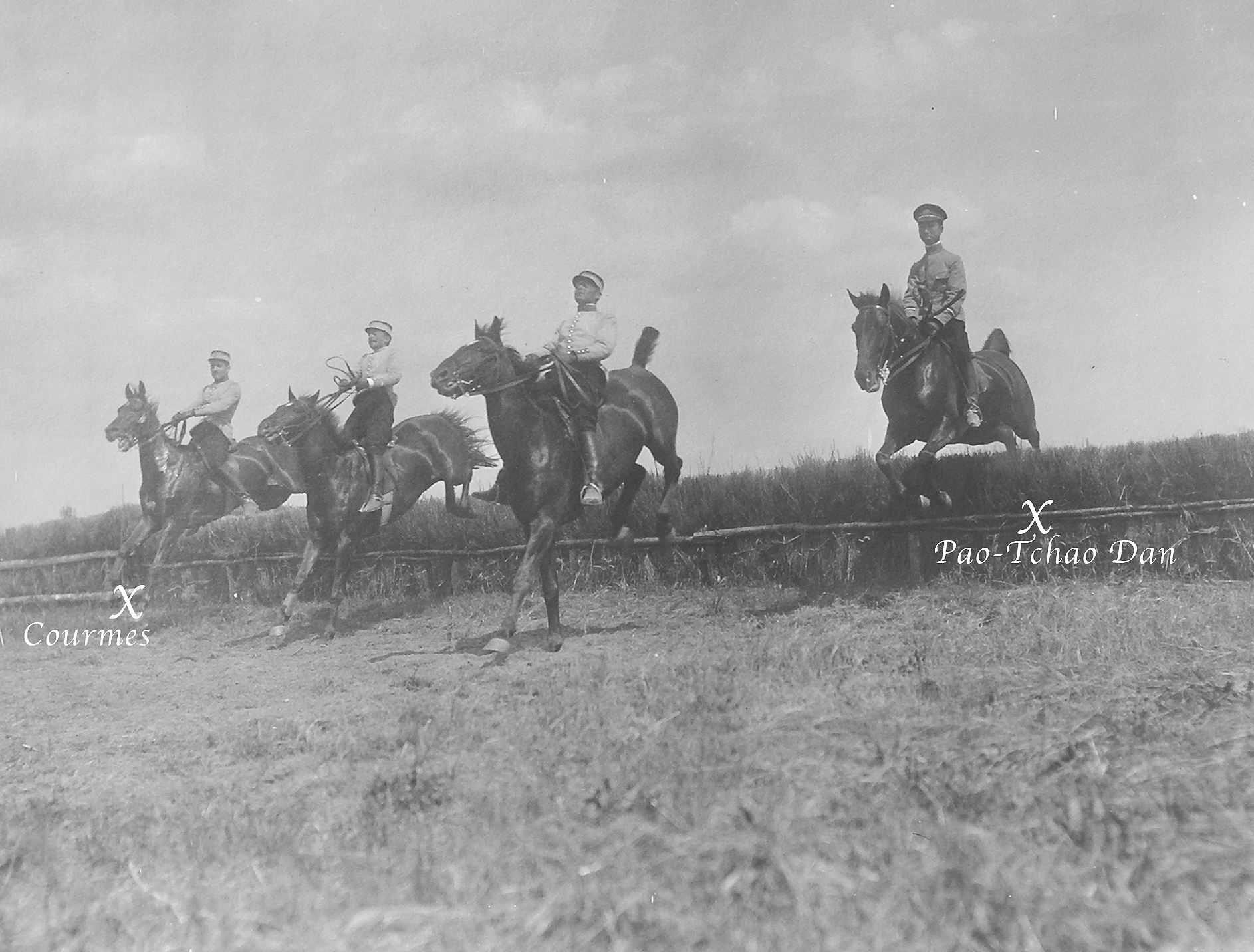
École de cavalerie de Saumur 1907-1909
Lieutenant Courmes aviateur en 1916
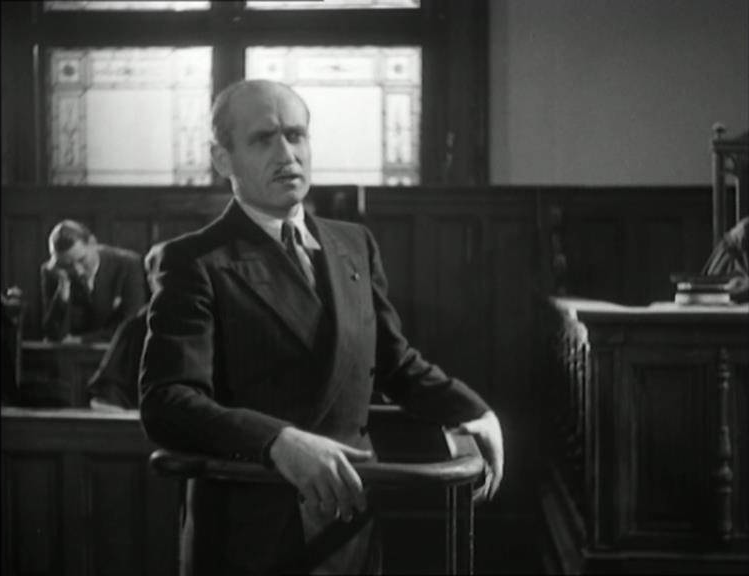
Marcel Courmes, 1931 La Chienne, Jean Renoir

## Filmographie
Marcel Courmes est l'un des premiers chef-opérateurs du son français. Il participe aux films suivants, :
- 1931 : La Chienne de Jean Renoir
- 1931 : L'Amour à l'américaine de Paul Fejos
- 1932 : Fantômas de Paul Fejos
- 1932 : Criminel de Jack Forrester
- 1933 : L'Agonie des aigles de Roger Richebé
- 1933 : La Tête d'un homme de Julien Duvivier
- 1933 : L'Homme à l'Hispano de Jean Epstein
- 1933 : Quelqu'un a tué de Jack Forrester
- 1933 : Tire-au-flanc d'Henry Wulschleger
- 1933 : Tour de chant d'Alberto Cavalcanti
- 1934 : Madame Bovary de Jean Renoir
- 1934 : Cessez le feu de Jacques de Baroncelli
- 1934 : Les Nuits moscovites d'Alexis Granowsky
- 1934 : Le Voyage de monsieur Perrichon de Jean Tarride
- 1935 : Le Comte Obligado de Léon Mathot
- 1935 : Le Billet de mille de Marc Didier
- 1935 : Quelle drôle de gosse de Léo Joannon
- 1935 : Golgotha de Julien Duvivier
- 1935 : Les Yeux noirs de Victor Tourjanski
- 1935 : Le Roman d'un jeune homme pauvre d'Abel Gance
- 1936 : Sous les yeux d'Occident de Marc Allégret
- 1936 : Aventure à Paris de Marc Allégret
- 1936 : Partie de campagne de Jean Renoir
- 1936 : Les Hommes nouveaux de Marcel L'Herbier
- 1936 : Tarass Boulba d'Alexis Granowsky
- 1936 : Opéra de Paris de Claude Lambert (court métrage)
- 1936 : Le Grand Refrain d'Yves Mirande
- 1937 : Vous n'avez rien à déclarer ? de Léo Joannon
- 1937 : Les Perles de la couronne de Sacha Guitry
- 1938 : Orage de Marc Allégret
- 1938 : Hôtel du Nord de Marcel Carné
- 1938 : Carrefour de Kurt Bernhardt
- 1938 : Durand bijoutier de Jean Stelli
- 1938 : Lumières de Paris de Richard Pottier
- 1938 : Le Train pour Venise d'André Berthomieu
- 1939 : La Charrette fantôme de Julien Duvivier
- 1939 : La Famille Duraton de Christian Stengel
- 1939 : Le Déserteur de Léonide Moguy
- 1943 : L'Auberge de l'abîme de Willy Rozier
- 1943 : Les Deux timides d'Yves Allégret
- 1943 : Le Camion blanc de Léo Joannon